# Alföldi zebra

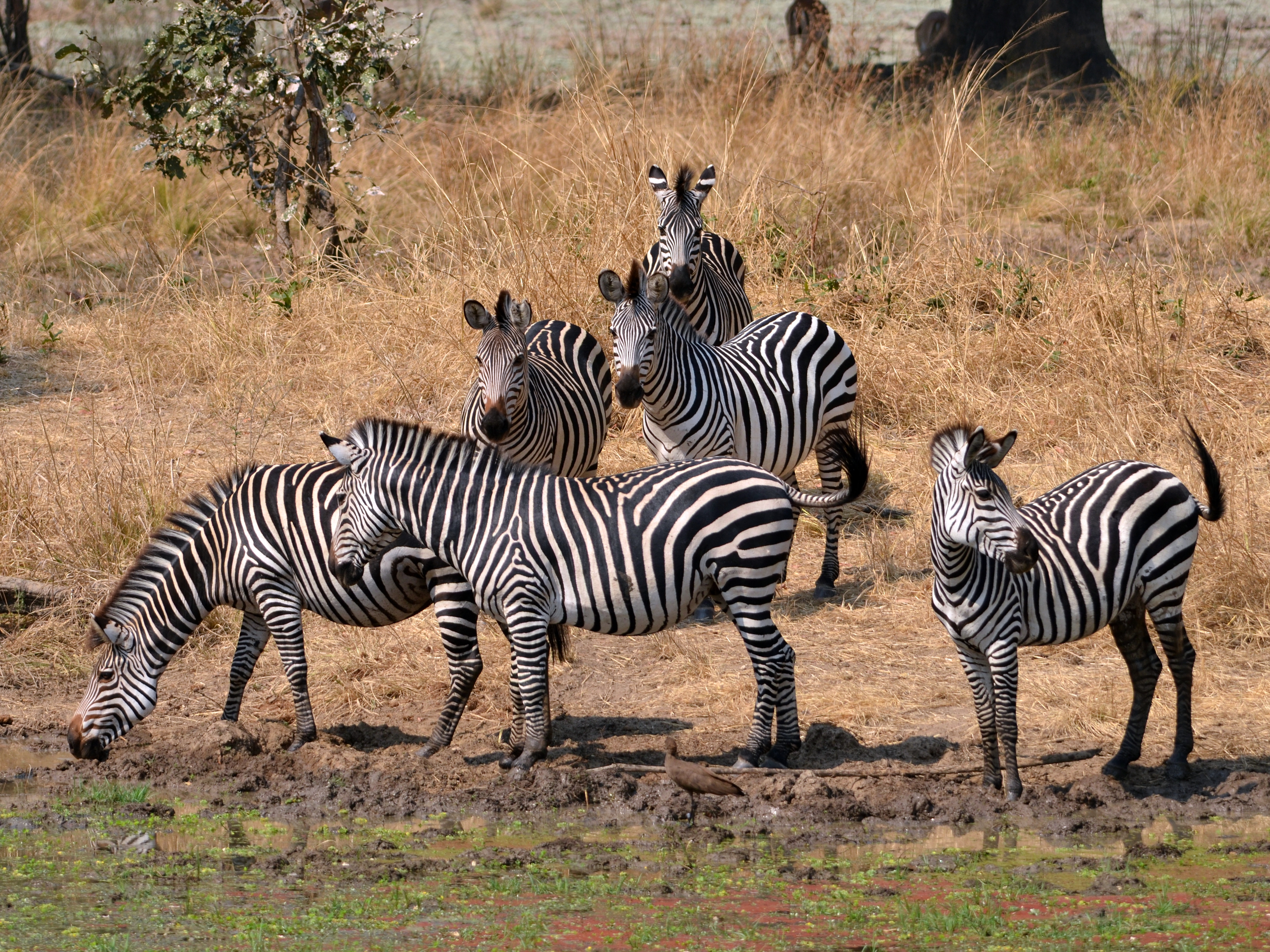
Grant-zebra
(Equus quagga boehmi)

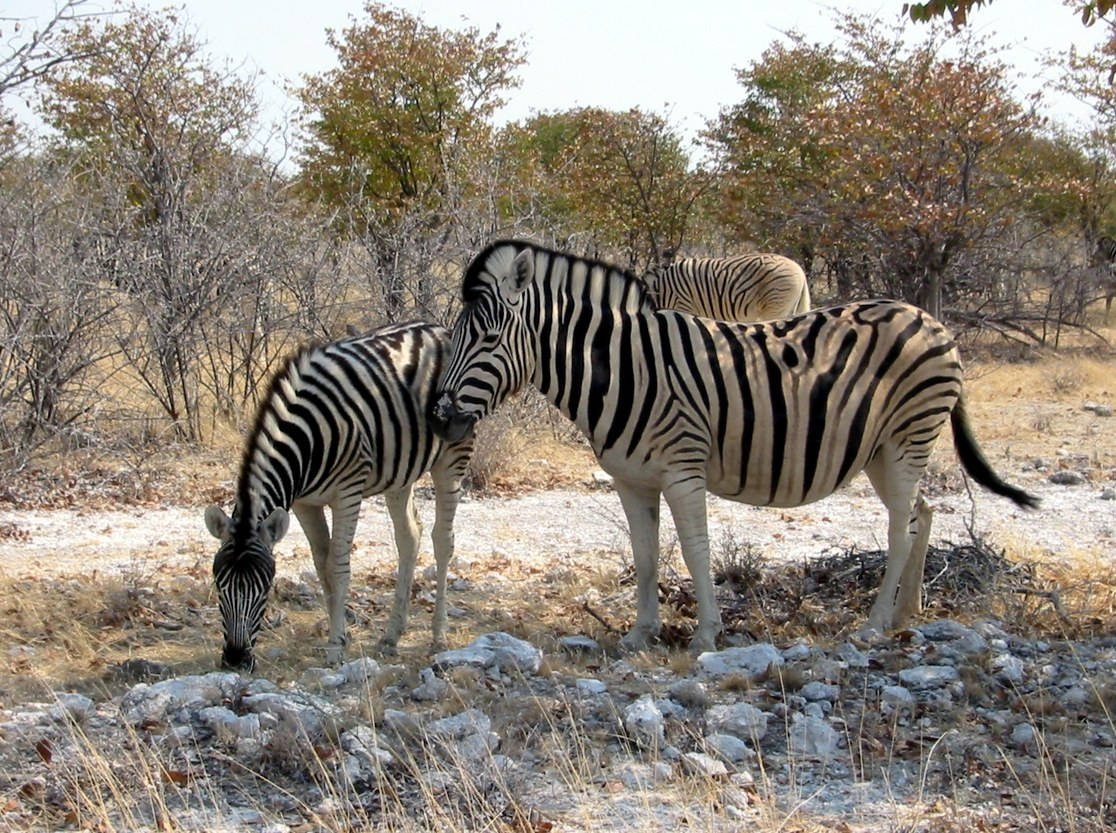
Damara-zebra
(Equus quagga antiquorum)

Az alföldi zebra vagy Burchell-zebra (Equus quagga, korábban Equus burchelli) a páratlanujjú patások rendjében, ezen belül a lófélék családjába tartozó legelterjedtebb zebrafaj.
Sokáig a kvaggát önálló fajnak tartották és az alföldi zebrákat az Equus burchelli fajba sorolták. Később kiderült, hogy azonos fajt alkotnak és a nómenklatúrai elsőbbség elve alapján az összes alfajt az Equus quagga fajba sorolták.

## Előfordulása
Nyílt szavannás jellegű vidékeken él Afrikában Szudán és Etiópia déli részétől Kelet-Afrikán keresztül délre egészen a Dél-afrikai Köztársaságig és Namíbiáig.
A zebrafajok közül ennek a fajnak a legnagyobb az elterjedési területe és ez a leggyakoribb faj közülük, sőt a házilovat nem számítva az egész lófélék családjából is.

## Alfajai
- Equus quagga quagga – Kvagga, egykor a Dél-afrikai Köztársaság területén élt, de mára kihalt alfaj. 1883-ban halt ki utolsó példánya.
- Equus quagga boehmi – Grant-zebra (más néven Böhm-zebra), Afrika keleti részén él. Szudán és Etiópia déli részén, valamint Kenya, Tanzánia, Uganda területén él és előfordul Zambia keleti területein is. Ez a legnagyobb egyedszámú és leggyakoribb alfaj.
- Equus quagga chapmani – Chapman-zebra, Zambia nyugati részén, Zimbabwe, Botswana területén és a Dél-afrikai Köztársaság északi területein honos.
- Equus quagga antiquorum – Damara-zebra, Namíbia és Angola területén fordul elő.
- Equus quagga crawshayi – Crawshay-zebra, Mozambikban él, ennek az alfajnak a legszélesebbek a csíkjai.
- Equus quagga borensis – Szudán zebra
- Equus quagga selousi – Selous-zebra
- Equus quagga zambeziensis – Zambézi zebra, Malawi és Zimbabwe területén fordul elő.
- Equus quagga burchellii – Burchell-zebra, a Dél-afrikai Köztársaság északi területein él. Sokáig úgy tűnt, hogy 1910-ben kihalt, de a 2004-ben végzett összehasonlító elemzések (Groves and Bell 2004) bebizonyították, hogy a Kwazulu Nemzeti Parkban (Natal, Dél-afrikai Köztársaság) és az Etosha Nemzeti Parkban (Namíbia) élő egyedek valójában ehhez az alfajhoz tartoznak.

Az alfajok számát illetően nincs teljes egyetértés a zoológusok között. Korábban több alfajt is leírtak. Ma a Damara-zebra és a Zambézi zebra alfaji önállósága kérdéses.

## Megjelenése
A legelterjedtebb zebrafaj, testhossza 217–246 centiméter, marmagassága 110–145 centiméter, farokhossza 47–56 centiméter és testtömege 175–385 kilogramm.
Lószerű külső megjelenés, rövid fülekkel, erős, függőlegesen álló sörénnyel. Faji jellegzetessége a széles fekete-fehér csíkozás, a fehér sávokban szürkés, vagy sárgásbarna árnyalatú, úgynevezett „árnyékcsíkokkal”. A csíkozás a nyakon a sörényre is átterjed, valamint az oldalcsíkok elvékonyodó formában a has alatt összeérnek, azonban a lábak alsó részén elhalványulnak, vagy hiányoznak.
Hangadása: a lóhoz hasonló horkantás és prüszkölés, veszély esetén a mének éles füttyöt, majd ugatásszerű „Kwaha – Kwa-ha-ha…” nyerítést hallatnak.

## Életmódja

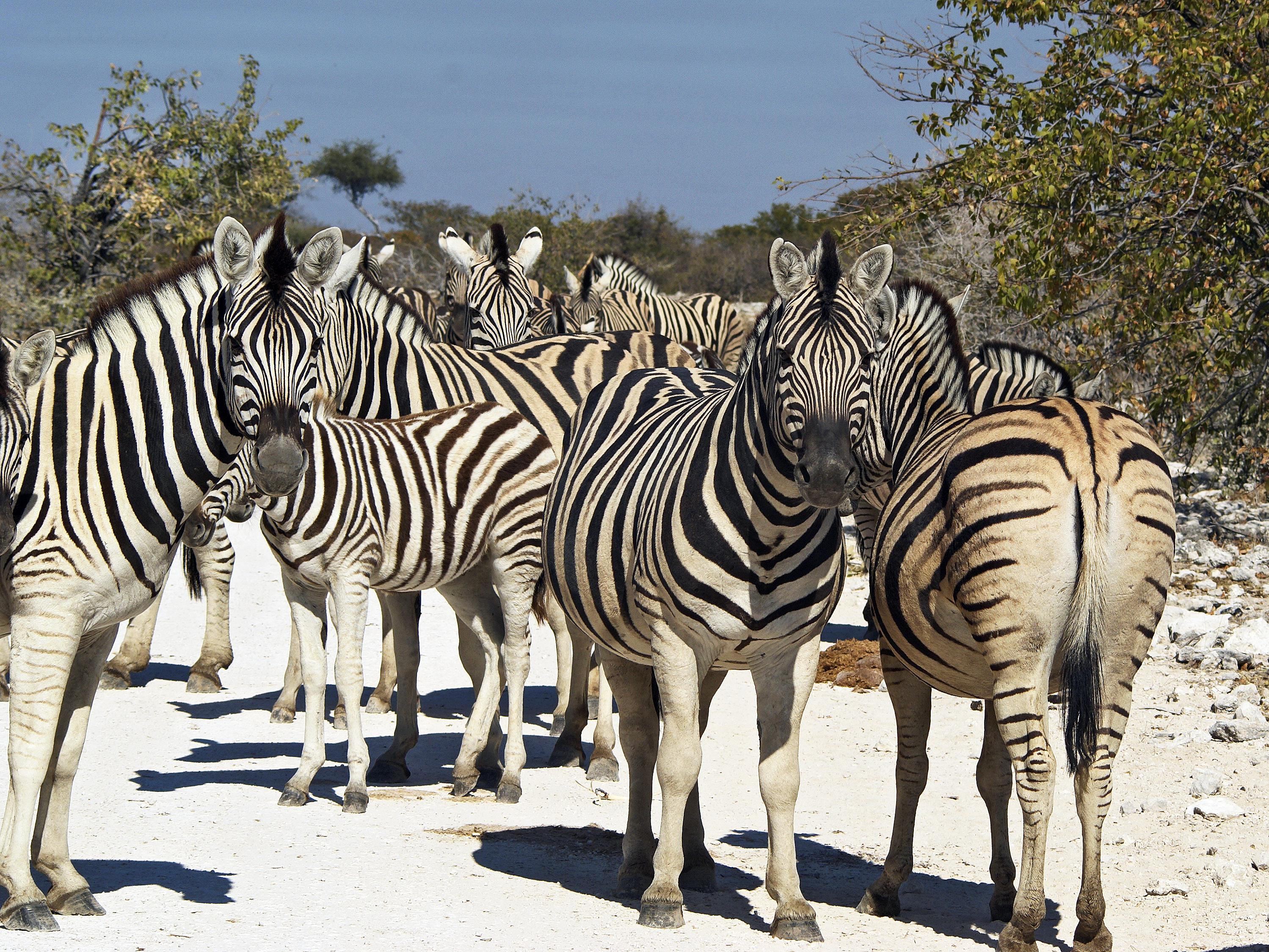
Burchell-zebrák (Equus quagga burchellii) az Etosha Nemzeti Parkban (Namíbia)

A zebrák annak ellenére, hogy alkalmanként hajtásokkal, lombbal, gyümölccsel is táplálkoznak, alapvetően és jellemzően fűevők. Élőhelyükön igen erősen igénybe veszik a vegetációt, mivel a friss füvet egészen rövidre, 1–2 cm-re is visszarágják. Namíbiában természetes élőhelye az ország északi, északkeleti része, azonban szinte minden vadászterületen, privát vadászfarmon élnek és szaporodnak kisebb-nagyobb betelepített állományai. Kedveli a nyílt füves, vagy ritkás-ligetes szavannákat. Az alföldi zebra igen erősen vízfüggő, ezért sosem távolodik el a víztől egynapi járásnál messzebb.
Igen társas vadfaj, leggyakrabban 5-20 kancából és ezek csikóiból álló csapatokban él, amelyek egy domináns csődör, vagy vezérmén felügyelete alatt állnak. Szívesen csatlakozik más vadfajok, főleg csíkos gnúk és közönséges lantszarvúantilopok csapataihoz is, amelyekkel veszély esetén kölcsönösen figyelmeztetik egymást. A fiatal mének “agglegénycsapatot” alkotnak.
Ellenségei az oroszlán, az afrikai vadkutya, a foltos hiéna, valamint a gepárd és a leopárd.
A zebra – az európai közhiedelemmel ellentétben – egy igen óvatos, figyelmes és nehezen megközelíthető vad, emellett hihetetlenül szívós és kitartó. Trófeája a bőr, amely a sokat verekedő csődöröknél sokszor sérülések, harapásnyomok miatt nem olyan szép, mint a kancáké. A zebráról az utóbbi évtizedekben vált bizonyossá, hogy a szamárral kereszteződik. Az alföldi zebra Namíbiában kiemelten védett, de korlátozottan vadászható, mivel állományai stabilak és eredeti élőhelyén kívül is elterjedt.

## Szaporodása

Alföldi zebra kanca és csikója

Párzási időben a hímek (csődörök) heves és zajos küzdelmeket vívnak egymással, melynek során rúgásokkal, vagy két lábra állva a mellső láb szúró, kapáló vágásaival, valamint borzalmas sebeket ejtő harapásokkal döntik el a csapat feletti felügyelet jogát. A zebrakanca 12 havi vemhesség után egy csikót hoz a világra.

## Állatkertekben
Az alföldi zebra az állatkertekben legelterjedtebben tartott zebrafaj. Magyarországon Böhm-zebra a Budapesti Állatkertben, a Nyíregyházi Állatparkban, a Veszprémi Állatkertben és a Szegedi Vadasparkban látható. Továbbá tartanak alföldi zebrákat a Győri Állatkertben és a Pécsi Állatkertben is. A Debreceni Állatkertben a ritka, sörénytelen alfaja (Equus quagga borensis) él.

## Fordítás
- Ez a szócikk részben vagy egészben  a   Plains Zebra című angol Wikipédia-szócikk ezen változatának fordításán alapul.  Az eredeti cikk szerkesztőit annak laptörténete sorolja fel. Ez a jelzés csupán a megfogalmazás eredetét és a szerzői jogokat jelzi, nem szolgál a cikkben szereplő információk forrásmegjelöléseként.